# Friedrich Christian Witte
Christian Friedrich Witte, auch Friedrich Christian von Witte oder Christian von Witte (* 16. November 1771 in Hannover; † 14. Juli 1841 in Driburg) war ein deutscher Jurist und Königlich Hannoverscher Hofrat.

## Leben
Witte stammte in gerader Linie von dem in den 1670er Jahren in den Adelsstand erhobenen Otte Witte ab. Da dessen Nachkommen jedoch mehr und mehr ihres für eine standesgemäße Lebensführung als notwendig erachteten Vermögens verloren, machten Wittes Vorfahren von ihrem Namenszusatz keinen Gebrauch mehr. Bereits Wittes Eltern waren unbemittelt, so dass sich der junge Witte lediglich mit Hilfe eines alten Familienstipendiums an der Universität Göttingen für das Fach Rechtswissenschaften immatrikulieren konnte. Zu seinen Göttinger Lehrern zählte unter anderem Anton Friedrich Justus Thibaut. Parallel zu seinen Studien musste Witte zur Finanzierung seines Lebensunterhaltes Privatunterricht erteilen.
Nach Studienabschluss wirkte er zunächst als Konsulent an der kurfürstlich braunschweig-lüneburgischen Kammer. 1799 war er als hannoverscher Advokat beim Oberappellationsgericht Celle immatrikuliert.
Mit der Invasion durch die Truppen Napoleons begann 1805 mit dem Königreich Westphalen die sogenannte „Franzosenzeit“. Für das neue Hoheitsgebiet ernannte „König Hieronymus“ Witte zum Präfekturrat. Insbesondere musste Witte das damals in der deutschen Bevölkerung verhassteste aller Ämter übernehmen, die Verwaltung der Konskription, des Aushebens von Männern für das französische Besatzungs-Heer. In seiner Amtsführung berief sich Witte aber stets auf das gültige Recht, was ihm in Verbindung „mit Milde und Menschlichkeit“ sowohl bei Untergebenen und Vorgesetzten als auch bei den betroffenen Familien und Bürgern im Allgemeinen „wohlverdienteste Achtung“ einbrachte.
Sein so schon vor der Gründung des Königreichs Hannover erworbener Ruf ermöglichte Witte anschließend die Wiedereinsetzung in frühere Posten und bald darauf auch den Eintritt als weltlicher Rat in das lutherisch-bekennende Hannoversche Konsistorium. Dort wurden ihm vorzugsweise verwickelte und noch aus den Rechten des Mittelalters herrührende, zwischen den Reichsständen zu führende Verhandlungen zur Bearbeitung anvertraut. Aufgrund solcher dann über Jahrzehnte geführter Amtsgeschäfte wurde er noch im vergleichsweise hohen Alter von etwa 65 Lebensjahren 1836 zum Königlich Hannoverschen Hofrat ernannt.

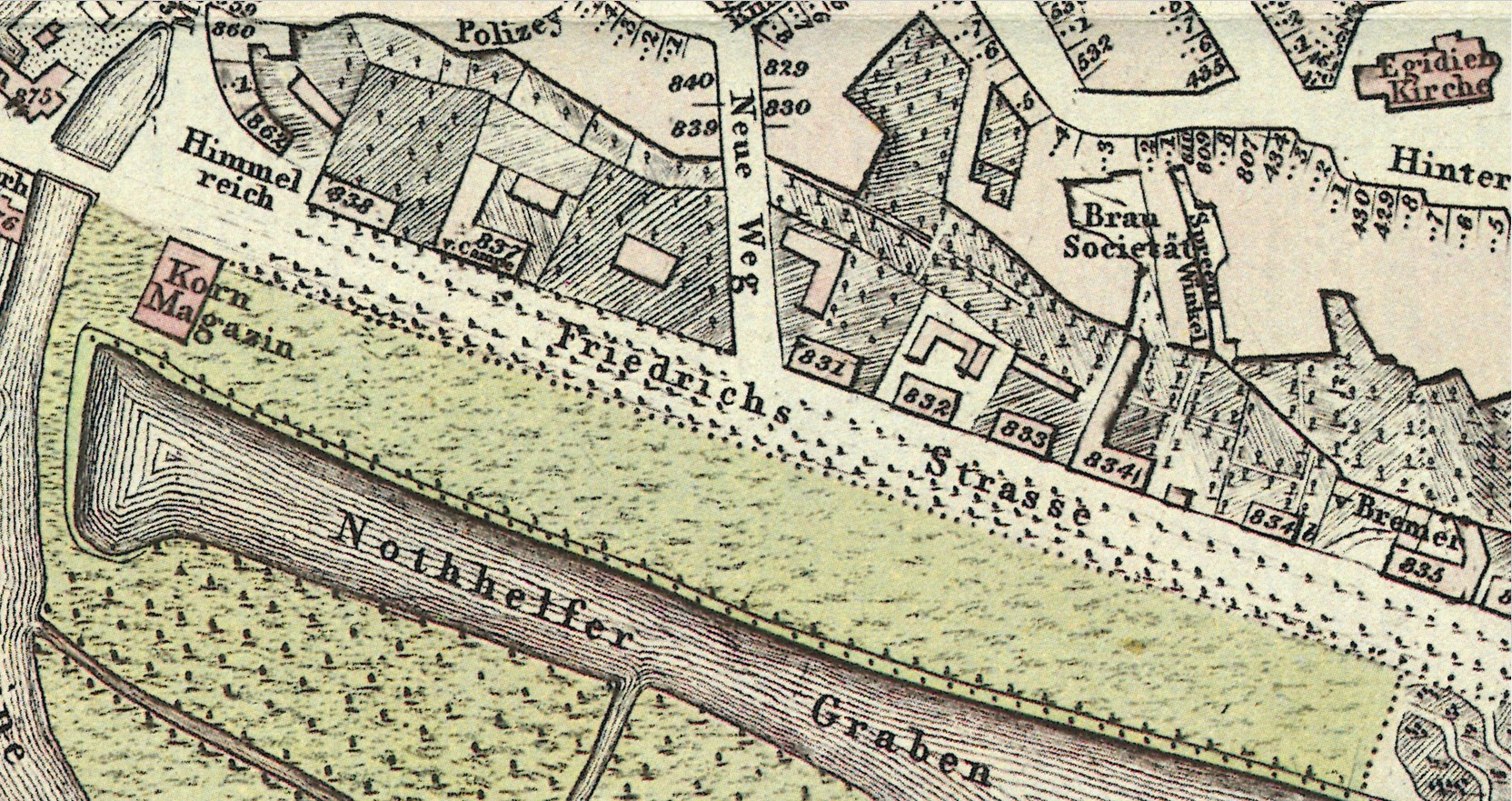
Der im Familieneigentum stehende Wohnsitz der Wittes, Haus und Grundstück Friedrichs Strasse 832;
Stadtplan Hannover von 1822

1839 zog sich Witte eine schwere Erkältung zu, die eine zweijährige Pflege zur Folge hatte. Auf einer als Kur gedachten Bade-Reise verschlimmerte sich sein Zustand schon kurz nach der Ankunft in Driburg, wo er „in den Armen seiner trauernden Gattin“ ohne Schmerz verstarb.
Noch in Wittes Todesjahr 1841 verzeichnete das Adreßbuch der Königlichen Residenzstadt Hannover für das Jahr 1841 den „Hof- und Consistorialrath, auch Cammer- und Kloster-Consulent“ im Hause Friedrichstraße 832, ebenso wie seinen Sohn Friedrich Ernst Witte und den Premierleutnant Eduard Julius Hugo Witte. Im Folgejahr 1842 war dort – neben der nunmehrigen Witwe und ihren beiden vorgenannten Söhnen – zudem der Amtsassessor Theodor Konrad Witte gelistet.
Wilhelmine Witte überlebte ihren Ehemann um 13 Jahre und wurde insbesondere durch den von ihr gefertigten Mondglobus als Selenografin international bekannt.

## Familie
1802 heiratete er Wilhelmine Böttcher, (1877–1854) Tochter des hannoverschen Senators Gottfried Ernst Böttcher (1750–1823) und Enkelin des Gründers des Schullehrer-Seminars zu Hannover Ernst Christoph Böttcher. Aus der Ehe mit der mathematik- und astronomie-begeisterten Wilhelmine gingen 14 Kinder hervor, von denen jedoch nur sechs ihren Vater überlebten, darunter der älteste Sohn, Hofrat Friedrich Witte, sowie die Dichterin Minna von Mädler.

## Ehrungen
- 8. März 1840: Verleihung des Kleinkreuzes des Oldenburger Großherzoglichen Haus- und Verdienst-Ordens des Herzogs Peter Friedrich Ludwig an den Königlich Hannoverschen Hofrat Witte als „Ausländer“.[11]